# 霍森斯灣

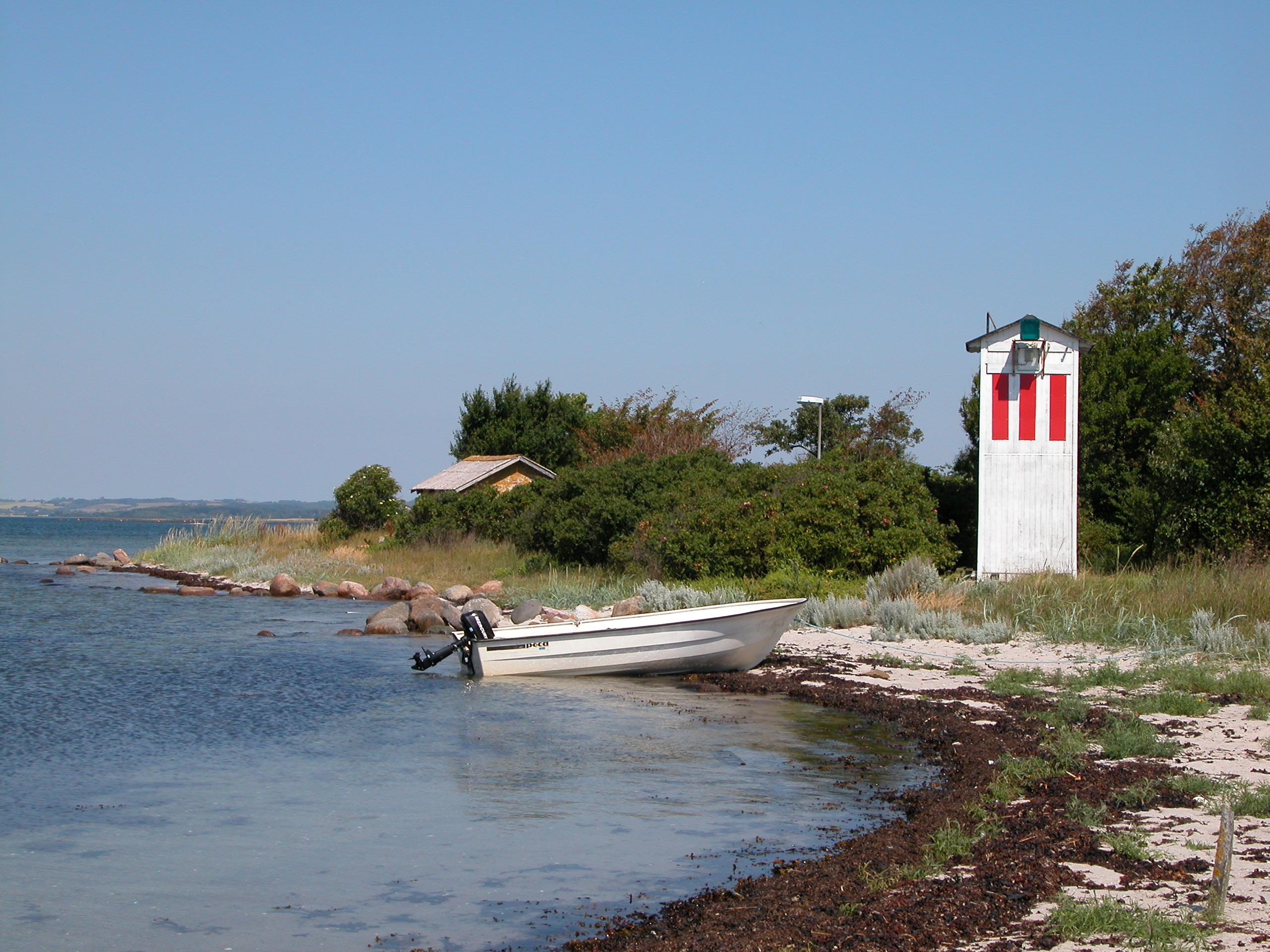

霍森斯灣是丹麥的海灣，位於日德蘭半島以東，由中日德蘭大區負責管轄，長20公里，水深7米，海水鹽度約2%，該地區是鸕鶿的棲息地。
55°51′N 10°0′E / 55.850°N 10.000°E